# Barbican Estate
De Barbican Estate is een woonwijk van 14 hectare groot, waarvan het grootste deel in de jaren zestig en zeventig van de 20e eeuw tot stand is gekomen in het zakencentrum van Londen. Het is gelegen in de voormalige ward Cripplegate, een gebied dat in de Tweede Wereldoorlog werd verwoest door bombardementen en tegenwoordig dichtbebouwd is met kantoren van voornamelijk banken en andere financiële instellingen. Onderdeel van het complex zijn ook het Barbican Centre (centrum voor podiumkunsten), het Museum of London (museum over de geschiedenis van Londen), de Guildhall School of Music and Drama (conservatorium en toneelschool), een openbare bibliotheek en een meisjesschool. De Barbican Estate is een prominent voorbeeld van brutalistische architectuur.

## Ontwerp
Het complex werd ontworpen door architectenbureau Chamberlin, Powell and Bon, dat al bekendstond om zijn baanbrekende Golden Lane Estate, ten noorden, direct naast de Barbican Estate gelegen. Het luxe wooncomplex Barbican was vooral bestemd voor werknemers van het Londense zakencentrum. De architecten hadden zich laten beïnvloeden door de ideeën van Le Corbusier en met name zijn project Unité d'Habitation uit 1952. Ze wilden een stedelijk gebied creëren met kerk, café, school, bibliotheek en verschillende kleine winkels. Centraal binnen het concept was de totale scheiding tussen voetgangersgebied en werkverkeer. Ze namen het principe over van een podium, verbonden met een netwerk van hoger gelegen loopbruggen, om een woonwijk te laten ontstaan bestaande uit een voetgangerszone afgeschermd van verkeer en lawaai.

## Bouw
Alhoewel de ontwerpfase in 1959 begon, heeft het bouwproject meer dan twintig jaar in beslag genomen. De meeste woonblokken zijn gebouwd tussen 1969 en 1980. De flats zijn hoofdzakelijk gegroepeerd in drie torens en zeven terrasvormige vloerelementen, die zeven verdiepingen boven het podiumniveau uitrijzen. Er zijn allerlei subtiele variaties tussen de blokelementen aangebracht; verschillende soorten tongewelven, divers gekleurde rails en deuren en uiteenlopende details aan de flats en huizen onder het podiumniveau. De terrassen zijn in u- of z-vormen gerangschikt, die vaak daartussen aangelegde tuinen omringen. Bijna een kwart van het complex (ca. 3,25 ha) bestaat uit tuinen en vijvers.
Het woongedeelte werd in 1969 officieel geopend; er zijn ruim  4000 mensen woonachtig. Het cultuur- en conferentiecentrum is het grootste van Europa en was het laatste deel van de bouwfase van het complex. Op 3 maart 1982 werd het geopend door koningin Elizabeth.

## Monumentenstatus
De Barbican Estate werd in 2001 op de monumentenlijst geplaatst (Grade II-listed). Het is aangemerkt als locatie van bijzonder architectonisch belang, vanwege de omvang, de samenhang en de ambitie van het bouwproject. De gebouwen zijn voorbeeld van het wijdverbreide gebruik van beton als gezichtsbepalend aspect van de Britse bouwkunst uit jaren zestig en zeventig van de 20e eeuw en worden aangemerkt als een van Londens belangrijkste voorbeelden van het brutalisme.